# Laurie Kynaston
Laurie Stephen Kynaston (Shrewsbury, 24 febbraio 1994) è un attore britannico.

## Biografia
Ultimo di quattro fratelli, è nato e cresciuto nello Shropshire. Attivo sulle scene dai primi anni 2010, recita in numerose serie televisive, tra cui Doctors, Casualty, Derry Girls, The Sandman e A Small Light, anche se è prevalentemente attivo in campo teatrale. Nel 2018 esordisce nel West End londinese, diretto da Sam Mendes in The Ferryman, mentre l'anno seguente interpreta il protagonista Nicolas nella prima britannica di Le Fils di Florian Zeller, ruolo per cui vince l'Evening Standard Theatre Award al miglior talento emergente.
Nel 2021 interpreta il protagonista Melchior nel musical Spring Awakening all'Almeida Theatre, trasmesso anche al cinema, mentre nel 2024 è il protagonista Peter in un allestimento concertistico di Bare al London Palladium e recita con Brian Cox, Patricia Clarkson e Daryl McCormack in un allestimento del dramma Premio Pulitzer Lungo viaggio verso la notte in cartellone al Wyndham's Theatre.

## Filmografia parziale

### Cinema
- La leggendaria Dolly Wilde (How to Build a Girl), regia di Coky Giedroyc (2019)

### Televisione
- Casualty - serie TV, episodio 28x28 (2014)
- Doctors - serie TV, episodio 16x58 (2014)
- Derry Girls - serie TV, episodi 2x1 e 3x7 (2019-2022)
- The Feed - serie TV, 4 episodi (2019)
- Britannia - serie TV, episodio 3x3 (2021)
- L'uomo che cadde sulla Terra (The Man Who Fell to Earth) - serie TV, episodi 1x4, 1x7, 1x9 (2022)
- The Sandman - serie TV, episodio 1x1 (2022)
- A Small Light - serie TV, 6 episodi (2023)
- Un inganno di troppo (Fool Me Once) - serie TV, 6 episodi (2024)

## Teatro
- Il cadetto Winslow di Terence Rattigan, regia di Terry Hands. Theatr Clwyd di Mold (2013)
- This Smudge Won't Budge, regia di Joe Graves. St James Theatre di Londra (2015)
- Jumpy di April De Angelis, regia di Lisa Spirling. Emlyn Williams Theatre di Mold (2016)
- Elegies for Angels, Punks and Raging Queens, colonna sonora di Janet Hood, libretto di Bill Russell, regia di Ruper Hands. Charing Cross Theatre di Londra (2016)
- The Ferryman di Jez Butterworth, regia di Sam Mendes. Gielgud Theatre di Londra (2018)
- Il figlio di Florian Zeller, regia di Michael Longhurst. Kiln Theatre e Duke of York's Theatre di Londra (2019)
- Spring Awakening, colonna sonora di Duncan Sheik, libretto di Steven Sater, regia di Rupert Goold. Almeida Theatre di Londra (2021)
- Lungo viaggio verso la notte di Eugene O'Neill, regia di Jeremy Herrin. Wyndham's Theatre di Londra (2024)

## Riconoscimenti
- Evening Standard Theatre Awards
  - 2019 – Miglior stella emergente per Il figlio

## Doppiatori italiani
Nelle versioni in italiano nelle opere in cui ha recitato, Laurie Kynaston è stato doppiato da:
- Mirko Cannella in L'uomo che cadde sulla Terra
- Ezio Vivolo in A Small Light
- Tito Marteddu in The Sandman
- Niccolo' Guidi in Un inganno di troppo